# Dům čp. 254 (Krásná Lípa)
Dům čp. 254, označovaný jako dům „U Frinda“ či kavárna „U Frinda“, který se nachází na Křinickém náměstí  v Krásné Lípě v okrese Děčín v Ústeckém kraji,  je zapsaný jako kulturní památka v Ústředním seznamu nemovitých kulturních památek České republiky. Barokní, zčásti hrázděný podstávkový objekt je nejstarším dochovaným domem v Krásné Lípě.

## Historie
Založení Krásné Lípy ve 14. století je spojeno s příchodem tří desítek rodin z Horních Frank (součást německé spolkové země Bavorsko), které povolali páni z Lipé za účelem  kolonizování této řídce osídlené oblasti na severu Čech. Krásná Lípa  (německy Schönlinde) postupně patřila k tolštejnskému panství, pak ke kamenickému panství Vartenberků a od roku 1614 k panství Vchynských (posléze Kinských), za nichž získala status městyse. Příslušný statut jí udělil císař Karel VI. 3. července 1731.
To již na místě, kde vznikalo centrum budoucího městyse (městský statut obdržela Krásná Lípa až 5. června 1870) stál napůl venkovský, napůl měšťanský dům, kterému bylo později přiděleno popisné číslo 254/4. Dům, který se nachází uprostřed jihozápadní strany Křinického náměstí, byl postaven v roce 1729. V letech 1785 až 1866 dům patřil rodině Zillichů, kteří se zabývali léčitelstvím a ranhojičstvím. Nejznámějším příslušníkem této lékařské rodiny byl Philip Zillich, který v roce 1801 jako první na území Čech zahájil očkování proti variole, tj. proti pravým neboli černým neštovicím.
Po vysídlení německých občanů v letech 1945 až 1946 se počet obyvatel Krásné Lípy snížil zhruba na polovinu a zbořeno bylo více než 300 opuštěných domů. Zánik hrozil i domu čp. 254, který v průběhu druhé poloviny 20. století stále více chátral. V první polovině 90. let 20. století po změně vlastnictví byl dům opraven. V letech  1995 – 2010 bylo v domě Muzeum Českého Švýcarska a Krásnolipska a zároveň zde byla cukrárna.
V roce 2017 komunitní spolek CEDR, který působí v oblasti Šluknovského výběžku a Českého Švýcarska a zaměřuje se na dobrovolnictví, odstranění bariér na trhu práce a na integraci minorit a sociálně vyloučených osob do společnosti, založil sociální podnik FRIND s r.o. Společnost FRIND, nazvaná podle krásnolipského rodáka, malíře a básníka Augusta Frinda (1852–1924 ), začala v témže roce v domě čp. 254 provozovat kavárnu „U Frinda“. Kavárna je provozovaná jako sociální podnik, část personálu tvoří osoby se zdravotním postižením. Nabídka kavárny čerpá z regionální produkce potravin, vyráběných v této části severních Čech.

## Popis

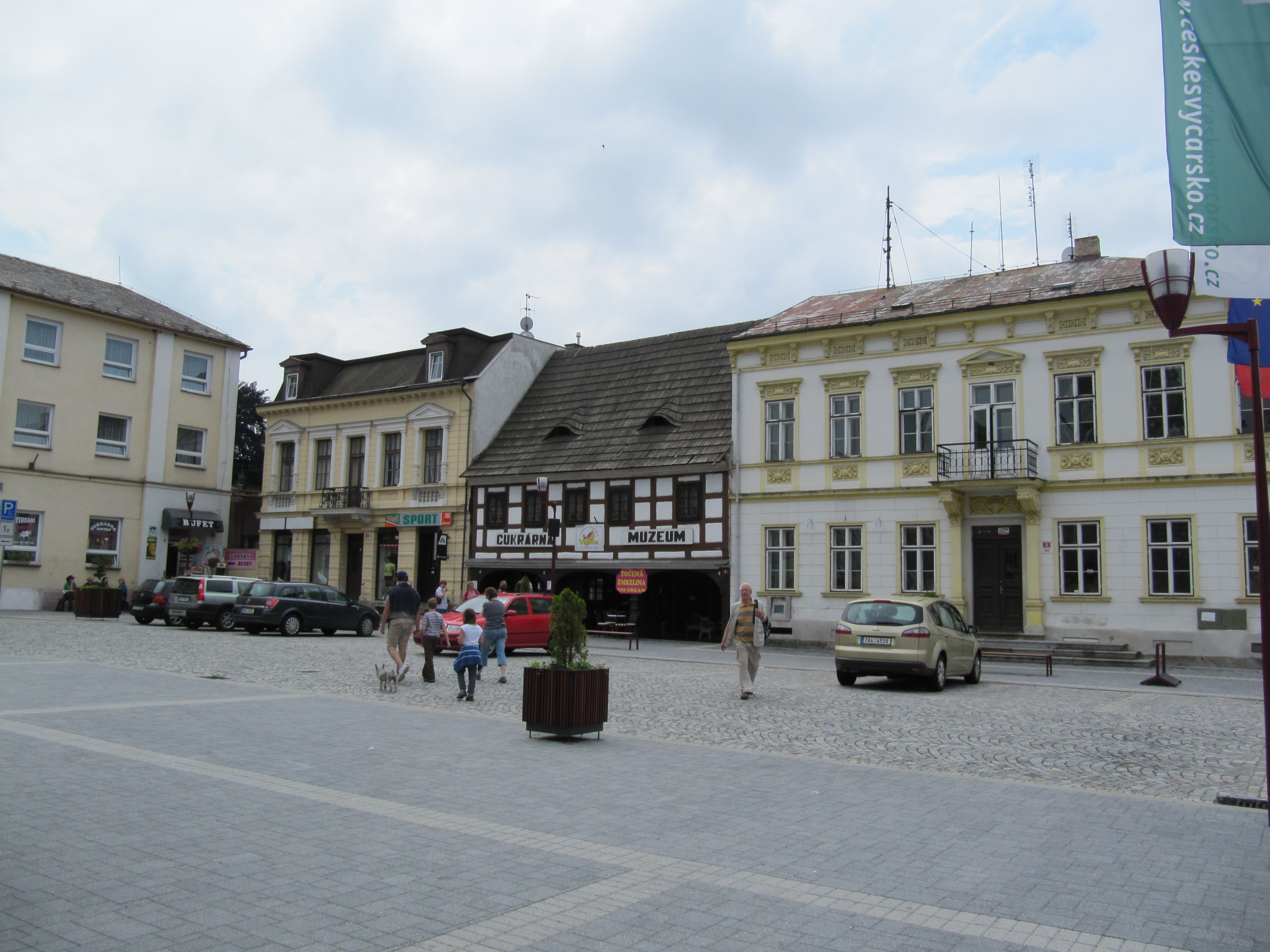
Jižní strana Křinického náměstí v Krásné Lípě v roce 2010

Objekt čp. 254/4 je částečně roubený a částečně hrázděný podstávkový dům, převažujícím stavebním materiálem je dřevo. Střecha domu je sedlová s dvěma vikýři a sedlovou stříškou, krytá šindelem (v druhé polovině 20. století byla na domě jako krytina břidlice). Na průčelí, obráceném do náměstí, je pět okenních os. Konstrukce domu s roubenou komorou v přízemí je typická pro oblast česko-německo-polského pomezi a Lužice. Podstávka, umístěná před roubeným přízemím, nese staticky oddělené hrázděné patro. V přízemí je dřevěné podloubí se třemi oblouky, oddělenými čtyřmi ozdobně vyřezávanými sloupy. Místnosti v interiéru mají trámové stropy. V době, kdy je kavárna mimo provoz, je podloubí uzavřeno dřevěnými vraty. 
Historický dům čp. 254 se nachází na jihozápadní straně čtvercového Křinického náměstí, kterému na jeho západně straně od roku 2005 dominuje „Dům Českého Švýcarska“, v němž je a návštěvnické infocentrum s expozicí o národním parku. Na severní straně Křinického náměstí se zachovaly další dva památkově chráněné domy čp. 13 a čp. 15. Jedná se o klasicistní stavby, které jsou podstatně mladší, než dům čp. 254.